# Новоолександрівка (Гродівська селищна громада)
Новоолекса́ндрівка — село (до 2011 року — селище) Гродівської селищної громади Покровського району Донецької області, Україна. У селі мешкає 693 людини.

## Географія
Відстань до райцентру становить близько 33 км і проходить автошляхом Н32.
Новоолександрівка є найсхіднішим населеним пунктом Покровського району.
Поблизу села бере початок притока Кривого Торця річка Клебан-Бик.
Землі села межують із територією с. Архангельське Покровського району та Калинове Краматорського району Донецької області.

## Транспорт
До села веде автошлях місцевого значення С050906 Новоолександрівка — Баранівка (4,2 км).

## Населення
За даними перепису 2001 року населення села становило 693 особи, з них 82,83 % зазначили рідною мову українську, 16,45 % — російську та 0,43 % — білоруську.